# Slavej
Slavej (makedonska: Славеј) är en ort i Nordmakedonien.   Den ligger i kommunen Krivogaštani, i den centrala delen av landet, 70 kilometer söder om huvudstaden Skopje. Slavej ligger 601 meter över havet och antalet invånare är 471.